# NGC 3092
NGC 3092 je galaksija u zviježđu Sekstantu.

## Vanjske poveznice
- SEDS: NGC 3092